# Junior Muñoz
Jim Junior Abgelina Muñoz (Haarlem, 18 maggio 1987) è un ex calciatore filippino, di ruolo difensore.

## Biografia
Nasce a Haarlem da genitori filippini.

## Caratteristiche tecniche
Ricopre prevalentemente il ruolo di terzino destro nel quale si esprime meglio ma all'occorrenza può agire anche da ala sinistra o destra. Giocatore di fisico minuto ma compatto, si è distinto per la grande velocità sulla fascia con la palla al piede e per l'abilità nei cross e nei calci piazzati. Il suo contributo risulta prezioso in entrambe le fasi di gioco.

## Carriera

### Club
Muñoz muove i suoi primi passi calcistici con l'Hoofddorp passando poi all'Haarlem nel 2001.
Nel 2012 approda nella UFL presso il Kaya-Iloilo, dove è subito impiegato come titolare. Dopo due stagioni passa allo Stallion, prima di fare ritorno con il Kaya nel 2015. Al termine della stessa stagione vince il campionato UFL. Affermatosi quindi tra i migliori terzini del panorama calcistico filippino, nel gennaio 2017 firma per United City. Nel corso del suo primo anno con la maglia dei Busmen si rende tra i protagonisti della vittoria della PFL, nuova competizione istituita al posto della UFL.

### Nazionale
La prima convocazione in nazionale giunge nell'agosto 2016, da parte di Thomas Dooley.
Compie il suo debutto con la maglia degli Azkals il 6 settembre seguente nella vittoria per 2-1 contro il Kirghizistan, subentrando al 46º al posto di Ingreso. Nella medesima partita fornisce l'assist per la rete decisiva di Bahadoran al 52º. Entrato stabilmente a far parte delle scelte del commissario tecnico, si rivela poi fondamentale per la storica qualificazione dei filippini alla Coppa d'Asia 2019.

## Statistiche

### Cronologia presenze e reti in nazionale
| Cronologia completa delle presenze e delle reti in nazionale ― Filippine | Cronologia completa delle presenze e delle reti in nazionale ― Filippine | Cronologia completa delle presenze e delle reti in nazionale ― Filippine | Cronologia completa delle presenze e delle reti in nazionale ― Filippine | Cronologia completa delle presenze e delle reti in nazionale ― Filippine | Cronologia completa delle presenze e delle reti in nazionale ― Filippine | Cronologia completa delle presenze e delle reti in nazionale ― Filippine | Cronologia completa delle presenze e delle reti in nazionale ― Filippine |
| Data                                                                     | Città                                                                    | In casa                                                                  | Risultato                                                                | Ospiti                                                                   | Competizione                                                             | Reti                                                                     | Note                                                                     |
| ------------------------------------------------------------------------ | ------------------------------------------------------------------------ | ------------------------------------------------------------------------ | ------------------------------------------------------------------------ | ------------------------------------------------------------------------ | ------------------------------------------------------------------------ | ------------------------------------------------------------------------ | ------------------------------------------------------------------------ |
| 06-09-2016                                                               | Biškek                                                                   | Kirghizistan                                                             | 1 – 2                                                                    | Filippine                                                                | Amichevole                                                               | -                                                                        | 46’                                                                      |
| 10-10-2016                                                               | Manila                                                                   | Filippine                                                                | 1 – 3                                                                    | Corea del Nord                                                           | Amichevole                                                               | -                                                                        | 20’                                                                      |
| 09-11-2016                                                               | Manila                                                                   | Filippine                                                                | 1 – 0                                                                    | Kirghizistan                                                             | Amichevole                                                               | -                                                                        | 46’                                                                      |
| 19-11-2016                                                               | Bocaue                                                                   | Filippine                                                                | 0 – 0                                                                    | Singapore                                                                | AFF Suzuki Cup 2016                                                      | -                                                                        | 81’                                                                      |
| 22-03-2017                                                               | Manila                                                                   | Filippine                                                                | 0 – 0                                                                    | Malaysia                                                                 | Amichevole                                                               | -                                                                        | 77’                                                                      |
| 28-03-2017                                                               | Manila                                                                   | Filippine                                                                | 4 – 1                                                                    | Nepal                                                                    | Qual. Coppa d'Asia 2019                                                  | -                                                                        | 56’                                                                      |
| 07-06-2017                                                               | Guangzhou                                                                | Cina                                                                     | 8 – 1                                                                    | Filippine                                                                | Amichevole                                                               | -                                                                        | 46’                                                                      |
| 13-06-2017                                                               | Dušanbe                                                                  | Tagikistan                                                               | 3 – 4                                                                    | Filippine                                                                | Qual. Coppa d'Asia 2019                                                  | -                                                                        | 64’                                                                      |
| 05-09-2017                                                               | Bocaue                                                                   | Filippine                                                                | 2 – 2                                                                    | Yemen                                                                    | Qual. Coppa d'Asia 2019                                                  | -                                                                        | 46’                                                                      |
| 10-10-2017                                                               | Al Wakrah                                                                | Yemen                                                                    | 1 – 1                                                                    | Filippine                                                                | Qual. Coppa d'Asia 2019                                                  | -                                                                        | 63’                                                                      |
| 14-11-2017                                                               | Katmandu                                                                 | Nepal                                                                    | 0 – 0                                                                    | Filippine                                                                | Qual. Coppa d'Asia 2019                                                  | -                                                                        | 46’                                                                      |
| 6-09-2018                                                                | Riffa                                                                    | Bahrein                                                                  | 1 – 1                                                                    | Filippine                                                                | Amichevole                                                               | -                                                                        | 93’                                                                      |
| Totale                                                                   |                                                                          | Presenze                                                                 | 12                                                                       |                                                                          | Reti                                                                     | 0                                                                        |                                                                          |